# Етноботаніка Польщі
Починаючи з 19 століття, етноботаніка Польщі була предметом кількох етноботанічних досліджень, які вивчали роль диких рослин у польській народній культурі та сучасних сільських громадах. Перший семінар з етноботаніки в Польщі відбувся в Кольбушова в 1980 році про роль рослин у польській народній культурі та інших країнах.

## Фон
Польща була описана як беззелена або травофобна нація через те, що зелень здебільшого споживається лише тоді, коли інші продукти недоступні. Мошинський пояснив це хорошими умовами землеробства в переважно аграрній культурі з обмеженим використанням диких рослин. За словами Мошинського, місцеве населення в Польщі було знайоме лише з кількома таксонами, такими як Urtica та Chenopodium.

## Опитування
Найдавніше відоме етноботанічне дослідження Польщі було проведено Юзефом Ростафінським, який досліджував усі аспекти етноботаніки, включаючи медицину, кулінарію та фарбування. Він запитав учасників про зелені овочі (Zieleniny): «Чи місцеві жителі збирають трави навесні для приготування супів, особливо в голодні роки, і ці трави збирають?» Відповіді, які він отримав, включали Urtica (pokrzywa żegawka), Glechoma (Bluszczyk kurdybanek), Rumex (szczaw), Heracleum та Aegopodium podagraria.
З'являються зелені овочі приблизно з 58 таксонів (43 родів), але половина використовується лише за браку їжі. Щавель є одним з найпоширеніших, дані з 1948 року описують збереження листя на зиму. Види Chenopodium і Atriplex їли смаженими, бланшованими або вареними, змішаними з картоплею або молочними продуктами. Загалом респонденти вважали, що це була їжа часів війни або в основному її їли бідні верстви населення, а в наш час її вживають рідко.